# Волкова, Мария Александровна (слесарь)
Мария Александровна Волкова (12 апреля 1928 — 16 апреля 2013) — бригадир слесарей по ремонту и монтажу судового оборудования Владивостокского Дальзавода Приморского совнархоза. Герой Социалистического Труда и делегат XXII съезда КПСС.

## Биография
Мария Волкова родилась 12 апреля 1928 года в селе Назарово Ачинского района Ачинского округа Сибирского края РСФСР (ныне Ачинский район Красноярского края России) в крестьянской семье. В 1930-х годах семья переехала в Приморский край. В 1943 году окончила семь классов школы. В марте 1943 года поступила в школу фабрично-заводского ученичества № 11 при Дальзаводе. С 1944 года начала трудиться на Дальзаводе жестянщиком, с 1952 года — медником, с 1954 года — достройщицей 5-го разряда. В середине 1950-х годов возглавила женскую бригаду слесарей, которая выполняла план на 180—200 %. 7 марта 1960 года указом Президиума Верховного Совета СССР за выдающиеся достижения в труде и особо плодотворную общественную деятельность Марии Александровне Волковой присвоено звание Героя Социалистического Труда с вручением ордена Ленина и золотой медали «Серп и Молот».
Мария работала на Дальзаводе на различных должностях. В марте 1985 года она вышла на пенсию, проработав на заводе 42 года.
В 1961 году Мария Волкова вступила в Коммунистическую партию Советского Союза. Активно участвовал в общественной жизни завода, была членом завкома и комиссии народного контроля. Несколько раз избиралась депутатом Приморского краевого и Владивостокского городского Советов депутатов трудящихся. В 1961 году была делегатом XXII съезда КПСС.
После выхода на пенсию жила во Владивостоке. 16 апреля 2013 года Мария Волкова скончалась и была похоронена на Морском кладбище Владивостока.

## Награды
- Медаль «За доблестный труд в Великой Отечественной войне 1941—1945 гг.», 1945 год
- Медаль «За трудовое отличие», 1950 год
- Орден Ленина, 7 марта 1960 года
- Медаль «Серп и Молот», 7 марта 1960 года